# Enns
Enns er en by i Oberösterreich beliggende 281 m over havet ved floden Enns, som udgør grænsen til Niederösterreich.
Enns er Østrigs ældste by. Dokumentet, der erklærer byen en by, kan findes på lokalmuseet og daterer den tilbage til 1212. Byens vartegn er et 60 meter højt tårn.

## Geografi
Enns, som ligger hævet i 281 m højde, rækker 7,5 km fra nord til syd og 8,6 km fra vest til øst. Dets samlede areal er på 34,3 km², af hvilket 12,8 % er dækket med skov og 64,1% er brugt til landbrug.

## Politik
Der er 37 medlemmer af kommunerådet. Siden valget i 2003 har repræsentationen af partierne været som følger:
- 21 SPÖ
- 12 ÖVP
- 3 Grønne
- 1 FPÖ

Den nuværende borgmester er Franz Stefan Karlinger, en socialdemokrat.

## Indbyggere
I 1991 havde Enns 10.192 ifølge tællingen. Dette nummer voksede til 10.639 i tilsvarende målinger fra 2001.
- Enns

48°13′N 14°28′Ø / 48.217°N 14.467°Ø